# Neaetha oculata
Neaetha oculata är en spindelart som först beskrevs av Pickard-Cambridge O. 1876.  Neaetha oculata ingår i släktet Neaetha och familjen hoppspindlar. Inga underarter finns listade i Catalogue of Life.